# 환상의 짝꿍 사랑의 교실
《환상의 짝꿍 사랑의 교실》은 MBC TV에서 방송되었던 예능 프로그램이다.

## 시즌 1 진행자
| 기수 | 진행자               | 진행 기간                                                           |
| ---- | -------------------- | ------------------------------------------------------------------- |
| 1기  | 김제동 강정화        | 2006년 5월 1일 ~ 2006년 10월 30일                                   |
| 2기  | 김제동 박은혜        | 2006년 11월 12일 ~ 2007년 4월 15일                                  |
| 3기  | 김제동 박은혜 오상진 | 2007년 4월 22일 ~ 2007년 5월 20일                                   |
| 4기  | 김제동 박신혜 오상진 | 2007년 5월 27일 ~ 2008년 7월 13일                                   |
| 5기  | 김제동 고나은 오상진 | 2008년 7월 20일 ~ 2008년 8월 17일 2008년 8월 31일 ~ 2009년 1월 11일 |
| 6기  | 김제동 김신영 손호영 | 2009년 1월 18일                                                     |
| 7기  | 김제동 한채아 오상진 | 2009년 1월 25일 ~ 2009년 4월 26일                                   |

## 시즌 2
- 연출 : 이응주, 이민호
- 조연출 : 조욱형, 권성숙
- 작가 : 문은애, 정수정, 김미현, 김은영, 이효정, 이향림, 허아름
- 진행자 : 김제동, 오상진, 수영

## 시즌 3: 사랑의 교실
- 진행자 : 김제동(사랑의 교실 선생님), 조형기(사랑의 교실 반장)

## 방송 시간
| 방송 채널 | 프로그램명              | 방송 기간                          | 방송 시간                             |
| --------- | ----------------------- | ---------------------------------- | ------------------------------------- |
| MBC TV    | 환상의 짝꿍             | 2007년 5월 27일 ~ 2008년 8월 10일  | 매주 일요일 아침 9시 30분 ~ 10시 50분 |
| MBC TV    | 환상의 짝꿍             | 2008년 8월 17일                    | 일요일 아침 9시 10분 ~ 10시 30분      |
| MBC TV    | 환상의 짝꿍             | 2008년 8월 31일 ~ 2009년 1월 18일  | 매주 일요일 아침 9시 30분 ~ 10시 55분 |
| MBC TV    | 환상의 짝꿍             | 2009년 1월 25일                    | 일요일 아침 9시 10분 ~ 10시 40분      |
| MBC TV    | 환상의 짝꿍             | 2009년 2월 1일 ~ 2009년 4월 26일   | 매주 일요일 아침 9시 30분 ~ 10시 55분 |
| MBC TV    | 환상의 짝꿍             | 2009년 5월 3일 ~ 2009년 11월 22일  | 매주 일요일 아침 9시 25분 ~ 10시 45분 |
| MBC TV    | 환상의 짝꿍 사랑의 교실 | 2009년 11월 29일 ~ 2010년 7월 18일 | 매주 일요일 아침 9시 25분 ~ 10시 45분 |

## 결방 및 편성 변경 안내
2008년
- 3월 16일 : 2008 서울 국제마라톤 중계방송으로 인한 결방
- 5월 18일 : 제28주년 5.18 민주화운동 기념식 편성으로 인한 결방
- 6월 29일 : 제6주년 제2연평해전 기념식 편성으로 인한 결방
- 8월 24일 : 2008 베이징 올림픽 남자 마라톤 폐막식 전 중계방송으로 인한 결방

2009년
- 3월 15일 : 2009 서울 국제마라톤 중계방송으로 인한 결방
- 5월 24일 : 故 노무현 前 대통령 서거 애도기간 편성으로 인한 결방
- 10월 4일 : 추석 특집 편성으로 인한 결방

2010년
- 1월 17일 : 세바퀴 스페셜 편성으로 인한 결방
- 2월 14일 : 설날 특집 편성으로 인한 결방
- 3월 21일 : 2010 서울 국제마라톤 중계방송으로 인한 결방
- 5월 9일 : MBC 노동조합의 총파업으로 인한 결방
- 5월 23일 : 파일럿 <비교체험 여행기 그곳에서 살아보기> 편성으로 인한 결방
- 6월 6일 : 제55회 현충일 추념식 편성으로 인한 결방

## 폐지/논란
2007년 5월 27일부터 2009년 4월 26일까지 매주 일요일 오전 9시 30분, 2009년 5월 3일부터 2009년 11월 22일까지 오전 9시 25분에 방송돼 온 '환상의 짝꿍'은 어린이와 어른들의 눈높이를 맞춘 프로그램으로 사랑을 받았으나 2009년 11월 29일부터 매주 일요일 오전 9시 25분에 이어진 시청률 하락으로 인해 2010년 7월 18일에 폐지되었다. 방송인 김제동이 진행을 맡았으며, MBC '환상의 짝꿍' 폐지와 관련해 MBC 측은 아직 결정된 바가 없으며 어떤 결정을 내리더라도 정치적 외압과는 무관하다는 입장을 밝혔다.
지난 2010년 4월에 MBC 파업으로 개편이 연기되면서 올 여름을 목표로 후속 프로그램 논의가 이뤄지고 있지만 아직까지 방송 시점은 정해지지 않았다.

## 같이 보기
- 전파견문록, 말달리자 환상의 짝꿍 (MBC TV)
- 글로벌 붕어빵 (SBS TV)